# مجنون في الحب
مجنون في الحب (بِالإِنگليزية:Crazy In Love, نقحرة: كْرَيّزي إِن لوڤ) هِيَ أُغنيةٌ لِلمُغنيةِ الأمريكيةِ بيونسيه ومُغَني الراب الأمريكي جي-زي مِن ألبومِ بيونسيه دانجِرولسي إِن لوڤ(2003). صَدَرَت في 18 مايو 2003 بواسطة تَسجِيلاتُ كولومبيا وعالَمُ المُوسِيقَى لِلتَرفِيه. بيونسيه وجي-زي كَتَبا ولَحنا الأغنية بِالتعاون مَعَ ريچ هاريسون ويوجين ريكورد؛ الذي كانَ لَهُ دَورٌ في الإِنتاج أيضاً. إِستَخدَمَت عَينات مُوسيقية من أُغنية چي-لايتس آر يو ماي ومان (1970). مجنون في الحب هيَ أُغنيةٌ مِن نَوعِ آر أند بي معاصر وبوب وهِي أُغنيةُ حُب تَتَضَمّن عَناصِر مِن الهيب هوب، السول وموسيقى فانك مِن أُسلوب سبعينيات القرن العشرين.
«مجنون في الحب» كانت الأُغنية رقم واحد في الولايات المتحدة والمملكة المتحدة وضمن قائمة أفضل الأغاني في مختلف الدول الأخرى في جميع أنحاء العالم.